# Shantinatha

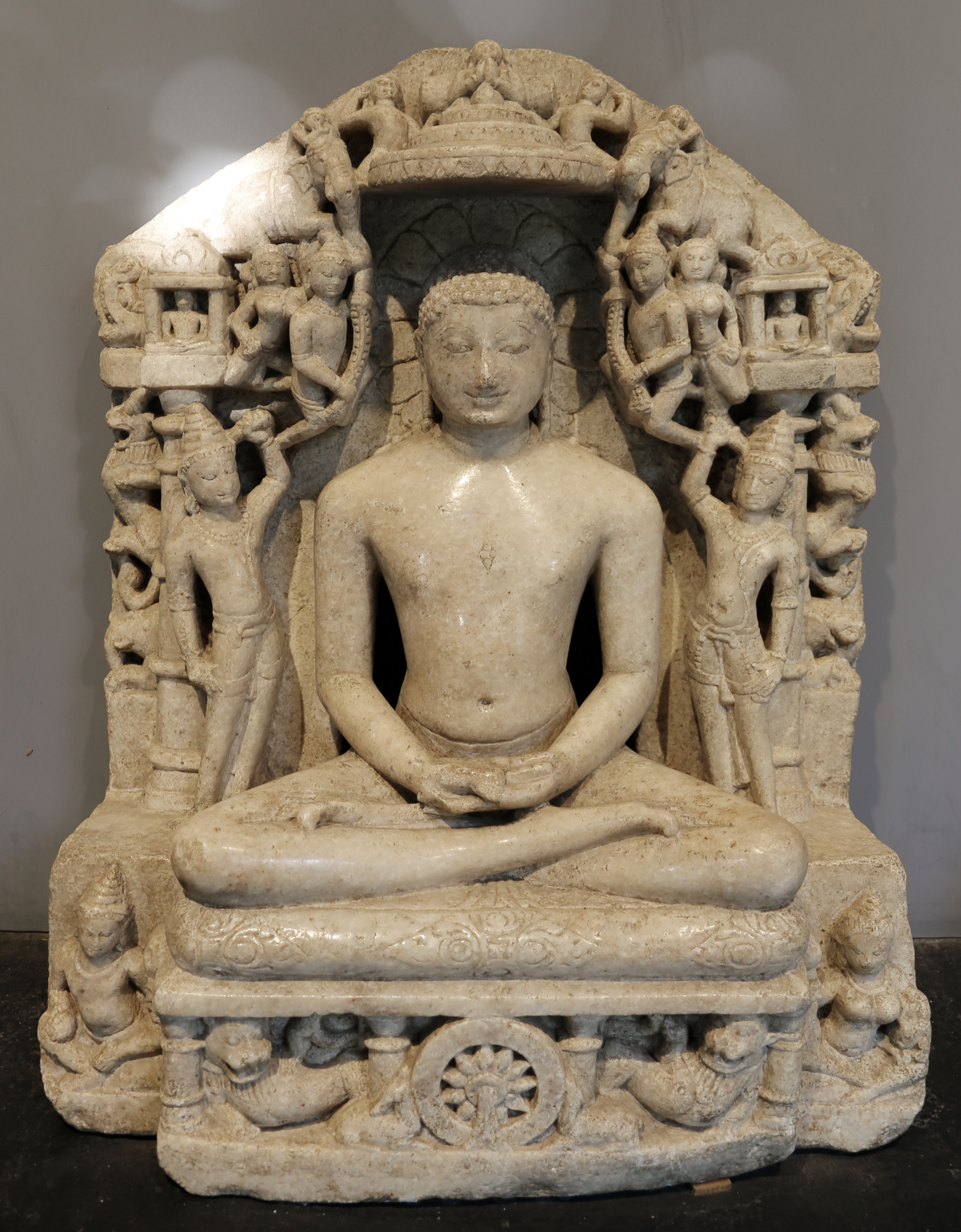
Imagen del Tirthankara Shantinatha.

Śhāntinātha (en sánscrito: शांतिनाथ) o Śhānti es el decimosexto Tirthankara del jainismo en la era actual (Avasarpini). Según los relatos tradicionales, nació del rey Vishvasena y la reina Aćira de la dinastía Ikshvaku en la ciudad de Hastinapur, en el norte de la India. Su fecha de nacimiento es el decimotercer día del mes Jyest Krishna del calendario indio. Ascendió al trono cuando tenía 25 años. Después de más de 25.000 años en el trono, se convirtió en monje jainista y comenzó su penitencia.
Después de su renuncia, las leyendas afirman que Shantinatha viajó sin comer ni dormir y después de dieciséis años recibió su primer ahara (comida) después de lograr Kevala jñana. Alcanzó el Moksha en Sammed Shikharji y se convirtió en un siddha, un alma liberada que ha destruido todo su karma.
Junto con Rishabhanatha, Neminatha, Parshvanatha y Mahavira, Shantinatha es uno de los cinco Tirthankaras que atraen el culto más devocional entre los jainistas. Sus iconos incluyen el ciervo epónimo como su emblema, el árbol Nandi, Garuda Yaksha y Nirvani Yakshi.
Se cree que Śhāntinātha es una idea de paz y tranquilidad, por lo que se le reza para evitar calamidades y epidemias y otorga bienestar a los fieles y se recitan himnos a Śhāntinātha durante los últimos ritos.